# Kai Pröger
Kai Pröger (Wilhelmshaven, 15 maggio 1992) è un calciatore tedesco, attaccante dell'Osnabrück.

## Caratteristiche tecniche
Nasce tatticamente come trequartista ma col tempo ha iniziato a ricoprire la posizione di esterno offensivo sia a destra che a sinistra, anche se preferibilmente a destra.Giocatore di classe, dotato di un ottimo dribbling e un'eccellente tecnica individuale che lo aiuta a essere un buon uomo assist grazie alla sua capacità nel saltare l'uomo e nell'effettuare i cross, pecca nella freddezza sottoporta.

## Carriera
Ha esordito in Bundesliga il 17 agosto 2019 disputando con il Paderborn l'incontro perso 3-2 contro il Bayer Leverkusen.